# Il segno dei quattro (film 1983)
Il segno dei quattro (The Sign of Four) è un film televisivo del 1983 diretto da Desmond Davis tratto dal romanzo Il segno dei quattro di Arthur Conan Doyle.
Si tratta del primo dei due film tv dove l'attore Ian Richardson interpreta Sherlock Holmes. Il secondo è Il mastino di Baskerville di Douglas Hickox.